# Чемесов, Евграф Петрович
Евгра́ф Петро́вич Че́месов (ноябрь 1737, д. Озерки, Пензенская провинция, Казанская губерния — 30 августа [10 сентября] 1765, Санкт-Петербург) — русский гравёр и живописец, один из крупнейших портретистов елизаветинского барокко, ассоциируемый со школой Георга Фридриха Шмидта, педагог. Академик (с 1762) и конференц-секретарь (1762–1765) Императорской Академии художеств.

## Биография
Родился в мелкопоместной дворянской семье. Отец — Пётр Лукьянович Чемесов (1707—1744), гвардии прапорщик, помещик Саранского уезда. Мать — Анна Григорьевна. Его брат — Ефим (18.12.1735 — 1810), Пензенский воевода, губернский прокурор Саратовского наместничества, Пензенский губернский предводитель дворянства; коллежский советник.
С 23 января 1753 по 1759 находился на военной службе: солдат, капрал, каптенармус в лейб-гвардии Семёновском полку, с 1759 — поручик в Копорском пехотном полку (Москва); 6 ноября 1763 года Военной коллегией произведён в капитаны.
С ранних лет проявил большие способности к рисованию; будучи на военной службе, посвящал ему всё свободное время. Узнавший о нём И. И. Шувалов, главный директор Императорской Академии художеств, содействовал переводу Е. П. Чемесова в Копорский пехотный полк и откомандированию его в марте 1759 года в Академию художеств.
В Академии художеств учился у гравёра Г.-Ф. Шмидта. С 1760 года — адъюнкт; вместе с Иоганном Христофором Тейхером стал преподавать первоначальные приёмы гравировального искусства; 12 января 1762 года получил звание академика за гравированный портрет императрицы Елизаветы Петровны с живописного оригинала П. Ротари и 19 августа возглавил гравировальный класс и печатную мастерскую Академии художеств; был конференц-секретарём Академии. В 1764 году не был назначен директором Академии; не желая находиться под начальством директоров Академии Жилет-ла-Мотта и Торелли, вышел в отставку 5 января 1765 года и получил при этом звание придворного гравёра и пенсион. Однако к работе приступить не смог из-за обострения туберкулёза. Скончался 30 августа (10 сентября) 1765 года и был похоронен 31 августа за государственный счёт (на погребение выдано из сумм Кабинета ЕИВ 100 руб. — сведения РГИА) на Лазаревском кладбище в Санкт-Петербурге (могила не сохранилась).

## Творчество
Чемесов стал первым русским мастером камерного гравированного портрета. За свою короткую жизнь он успел создать значительное количество работ в этом жанре. По большей части это портреты представителей русской знати (всего четырнадцать), выполненные по рисункам и живописным оригиналам художников Пьетро Ротари и Жана Луи де Велли, работавших в то время в России. Также известен его гравированный портрет артиста Ф. Г. Волкова по оригиналу А. П. Лосенко, автопортрет по рисунку де Велли и другие работы. Он использовал преимущественно техники резцовой гравюры на металле, офорта и сухой иглы. Многие из его работ признаны шедеврами русской и европейской графики.
Большое количество его досок сохранялось в музее Академии художеств (после Октябрьской революции переданы в Государственный Русский музей).
Также хорошо писал маслом (известен его «Автопортрет», 1761, ГРМ).

Галерея работ
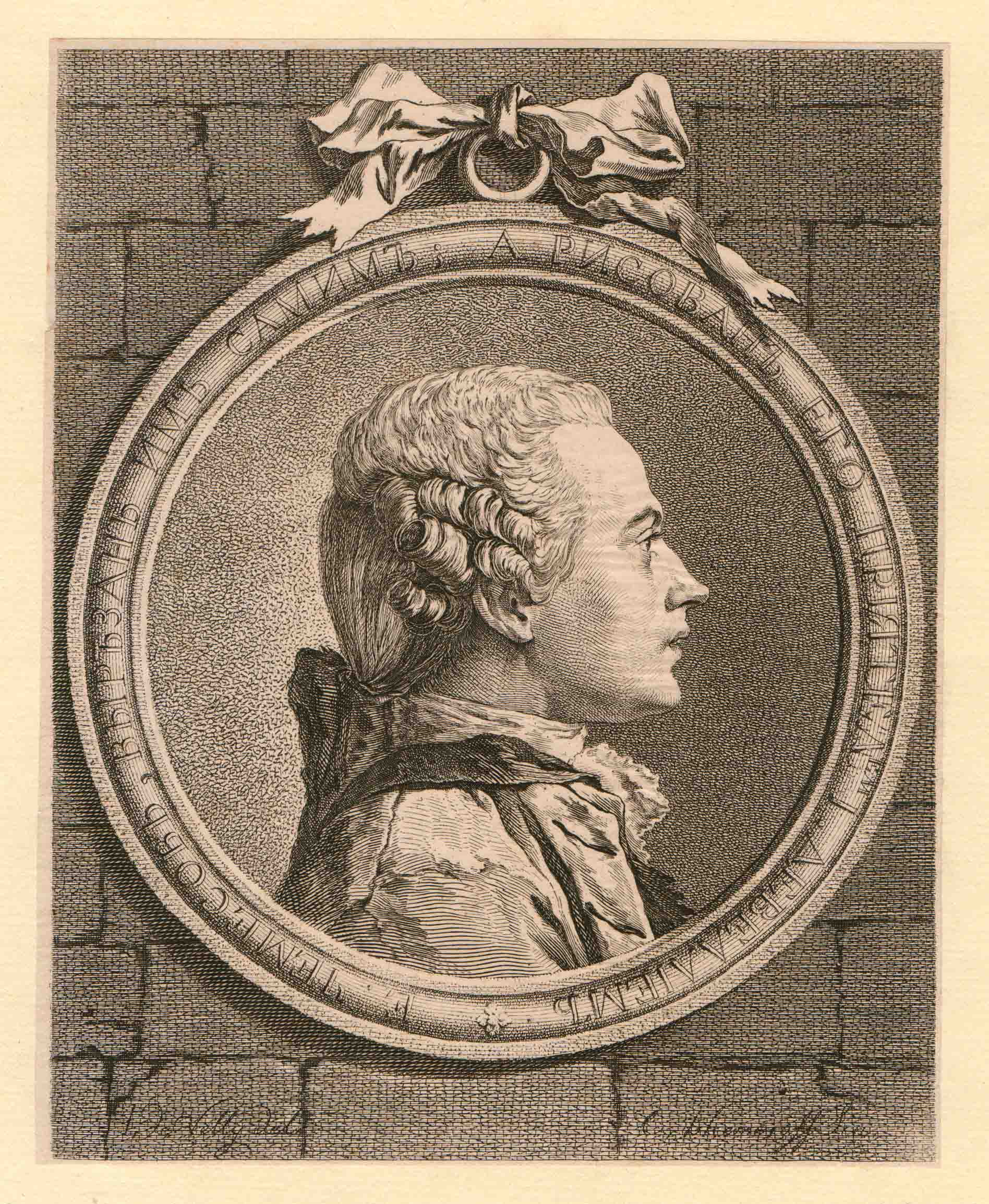
Е. Чемесов по рисунку Ж. Л. де Велли. Автопортрет (Е. Чемесов). Резец, офорт, сухая игла. 1764—1765.
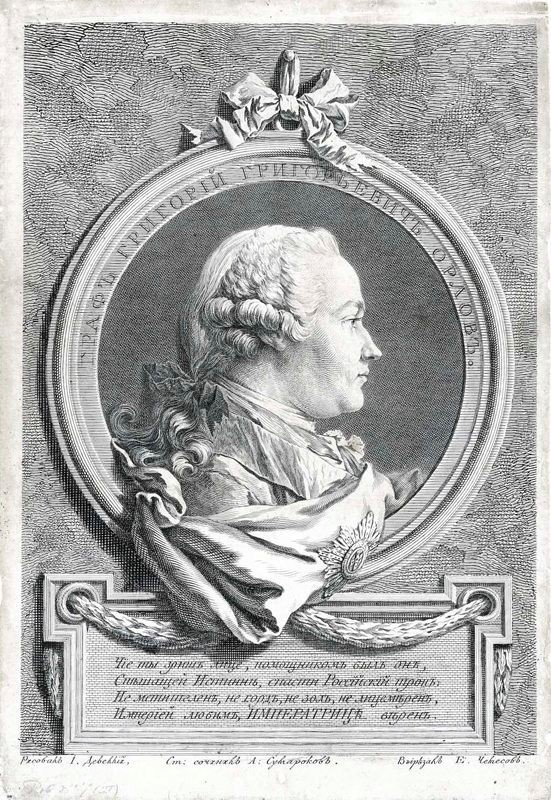
Е. Чемесов по рисунку Ж. Л. де Велли. Портрет графа Г. Орлова. Резец, офорт, сухая игла. 1764.
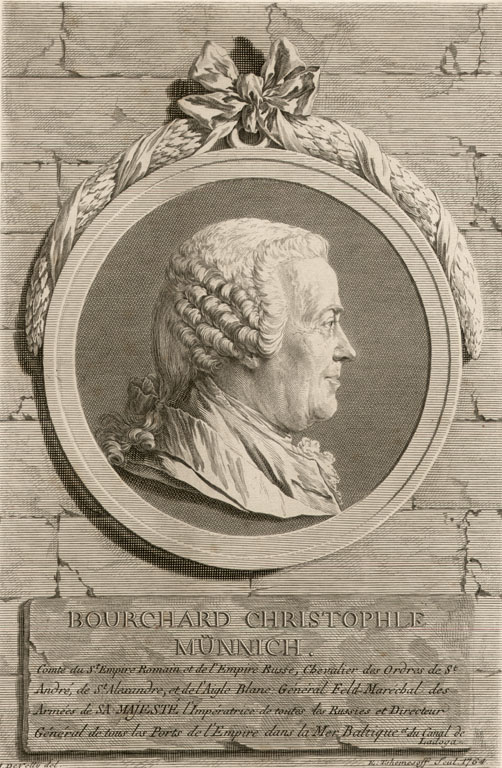
Е. Чемесов по рисунку Ж. Л. де Велли. Портрет графа Миниха. Резец, офорт. 1764.

## Комментарии
1. ↑  Озерки[2] (с 1877 — Старые Озёрки[3]) — деревня в Узинском стане Пензенского уезда, с 1780 — в Кузнецком уезде Саратовской губернии, с 1928 — в Камешкирском районе. Решениями Пензенского облисполкома от 30.9.1959 и 17.9.1975 Старые Озёрки стали частью с. Лапшово (его западной окраиной)[4][5].
2. ↑  На сайте Российской академии художеств место рождения указана Нижегородская губерния[6].